# فيجاي كومار (مخرج)
فيجاي كومار (بالإنجليزية: Vijay Kumar)‏ هو مخرج هندي، ولد في 2 أبريل 1987 في تشيناي في الهند.

## وصلات خارجية
- فيجاي كومار على موقع IMDb (الإنجليزية)
- فيجاي كومار على موقع قاعدة بيانات الفيلم (الإنجليزية)